# Saruchan
Saruchan (armeniska: Սարուխան) är en ort i Armenien. Innan 1928 hette orten Dalighardasj (armeniska: Դալիղարդաշ, ryska: Далижардаш: Dalizjardasj), då den döptes om efter den armeniske kommunisten Hovhannes Saruchanjan (1882–1920), som avrättats efter majupproret 1920 under den första armeniska republiken. Den ligger i provinsen Gegharkunik, i den centrala delen av landet, 50 kilometer öster om huvudstaden Jerevan. Saruchan ligger 1 990 meter över havet och antalet invånare är 6 173.
Terrängen runt Saruchan är kuperad åt sydost, men åt nordväst är den platt. Närmaste större samhälle är Gavar, 7,1 kilometer norr om Saruchan.
Trakten runt Saruchan består till största delen av jordbruksmark. Runt Saruchan är det ganska tätbefolkat, med 72 invånare per kvadratkilometer.